# Ljoedmila Dzjigalova
Ljoedmila Dzjigalova (Russisch: Людмила Станиславовна Филатова-Джигалова) (Charkov, 22 januari 1962) is een atleet uit Sovjet-Unie.
Op de Olympische Zomerspelen 1988 liep ze de series van de 4x400 meter estafette voor de Sovjet-Unie, maar werd ze voor de finale vervangen door Tatjana Ledovskaja. Dat estafette-team behaalde de gouden medaille.
Vier jaar later liep ze met het Gezamenlijk team voor de Sovjet-Unie de 4x400 meter estafette op de Olympische Zomerspelen van Barcelona in 1992. Het estafette-team behaalde de gouden medaille, en Dzjigalova liep dit maal wel mee.
Na het uiteenvallen van de Sovjet-Unie kwam Dzjigalova uit voor Oekraïne. In 1993 zou ze uitkomen op de wereldkampioenschappen, maar ze testte positief op anabolen bij een dopingtest. Ze kreeg een ban van vier jaar, waardoor haar sportcarrière effectief ten einde kwam.
- World Athletics: 14303559

1972: Käsling, Kühne, Seidler, Zehrt ·
1976: Maletzki, Rohde, Streidt, Brehmer ·
1980: Prorotsjenko, Gojsjtsjik, Zjoeskova, Nazarova ·
1984: Leatherwood, Howard, Brisco-Hooks, Cheeseborough ·
1988: Ledovskaja, Nazarova, Pinigina, Bryzgina ·
1992: Roezina, Dzjigalova, Nazarova, Bryzgina ·
1996: Stevens, Malone, Graham, Miles ·
2000: Miles Clark, Hennagan, Colander, Anderson ·
2004: Trotter, Henderson, Richards, Hennagan ·
2008: Wineberg, Felix, Henderson, Richards ·
2012: Trotter, Felix, McCorory, Richards-Ross ·
2016: Okolo, Hastings, Francis, Felix ·
2020: McLaughlin, Felix, Muhammad, Mu ·
2024: Little, McLaughlin-Levrone, Thomas, Holmes
1983: Walther, Busch, Koch, Rübsam ·
1987: Neubauer, Emmelmann, Schersing, Busch ·
1991: Ledovskaja, Dzjigalova, Nazarova, Bryzgina ·
1993: Torrence, Malone-Wallace, Kaiser-Brown, Miles-Clark ·
1995: Graham, Stevens, Jones, Miles-Clark ·
1997: Feller, Rohländer, Rücker, Breuer ·
1999: Tsjebykina, Gontsjarenko, Kotljarova, Nazarova ·
2001: Richards, Scott, Parris, Fenton ·
2003: Barber, Washington, Richards, Miles-Clark ·
2005: Petsjonkina, Krasnomovets, Antjoech, Pospelova ·
2007: Trotter, Felix, Wineberg, Richards ·
2009: Dunn, Felix, Demus, Richards ·
2011: Richards-Ross, Felix, Beard, McCorory ·
2013: Goesjtsjina, Firova, Ryzjova, Krivosjapka ·
2015: Day, Jackson, McPherson, Williams-Mills ·
2017: Hayes, Felix, Wimbley, Francis ·
2019: Francis, McLaughlin, Muhammad, Jonathas ·
2022: Diggs, Steiner, Wilson, McLaughlin ·
2023: Saalberg, Klaver, Peeters, Bol